# Elulu
Elulu, de acordo com a Lista Real Sumeriana, foi um dos quatro rivais (os outros foram Iguigui, Emi, e Nanum) que tentaram obter o controle da Acádia durante um período de interregno após a morte de Sarcalisarri.